# Screen Actors Guild Award voor een uitstekende prestatie door een ensemble in een komedieserie
De Screen Actors Guild Award voor een uitstekende prestatie door een ensemble in een komedieserie (Engels: Outstanding Performance by an Ensemble in a Comedy Series) wordt sinds 1994 uitgereikt. Het ensemble van Seinfeld mocht de prijs als eerste in ontvangst nemen.

## Winnaars en genomineerden
De winnaars staan bovenaan in vette letters. De overige series die werden genomineerd staan eronder vermeld in alfabetische volgorde.

### 1994-1999
- 1994 (1e): Seinfeld
  - Frasier
  - Mad About You
  - Murphy Brown
  - Northern Exposure
- 1995 (2e): Friends
  - Cybill
  - Frasier
  - Mad About You
  - Seinfeld
- 1996 (3e): Seinfeld
  - 3rd Rock from the Sun
  - Frasier
  - Mad About You
  - Remember WENN
- 1997 (4e): Seinfeld
  - 3rd Rock from the Sun
  - Ally McBeal
  - Frasier
  - Mad About You
- 1998 (5e): Ally McBeal
  - 3rd Rock from the Sun
  - Everybody Loves Raymond
  - Frasier
  - Friends
- 1999 (6e): Frasier
  - Ally McBeal
  - Everybody Loves Raymond
  - Friends
  - Sports Night

### 2000-2009
- 2000 (7e): Will & Grace
  - Ally McBeal
  - Frasier
  - Friends
  - Sex and the City
- 2001 (8e): Sex and the City
  - Everybody Loves Raymond
  - Frasier
  - Friends
  - Will & Grace
- 2002 (9e): Everybody Loves Raymond
  - Frasier
  - Friends
  - Sex and the City
  - Will & Grace
- 2003 (10e): Sex and the City
  - Everybody Loves Raymond
  - Frasier
  - Friends
  - Will & Grace
- 2004 (11e): Desperate Housewives
  - Arrested Development
  - Everybody Loves Raymond
  - Sex and the City
  - Will & Grace
- 2005 (12e): Desperate Housewives
  - Arrested Development
  - Boston Legal
  - Curb Your Enthusiasm
  - Everybody Loves Raymond
  - My Name Is Earl
- 2006 (13e): The Office
  - Desperate Housewives
  - Entourage
  - Ugly Betty
  - Weeds
- 2007 (14e): The Office
  - 30 Rock
  - Desperate Housewives
  - Entourage
  - Ugly Betty
- 2008 (15e): 30 Rock
  - Desperate Housewives
  - Entourage
  - The Office
  - Weeds
- 2009 (16e): Glee
  - 30 Rock
  - Curb Your Enthusiasm
  - Modern Family
  - The Office

### 2010-2019
- 2010 (17e): Modern Family
  - 30 Rock
  - Glee
  - Hot in Cleveland
  - The Office
- 2011 (18e): Modern Family
  - 30 Rock
  - The Big Bang Theory
  - Glee
  - The Office
- 2012 (19e): Modern Family
  - 30 Rock
  - The Big Bang Theory
  - Glee
  - Nurse Jackie
  - The Office
- 2013 (20e): Modern Family
  - 30 Rock
  - Arrested Development
  - The Big Bang Theory
  - Veep
- 2014 (21e): Orange Is the New Black
  - The Big Bang Theory
  - Brooklyn Nine-Nine
  - Modern Family
  - Veep
- 2015 (22e): Orange Is the New Black
  - The Big Bang Theory
  - Key & Peele
  - Modern Family
  - Transparent
  - Veep
- 2016 (23e): Orange Is the New Black
  - The Big Bang Theory
  - Black-ish
  - Modern Family
  - Veep
- 2017 (24e): Veep
  - Black-ish
  - Curb Your Enthusiasm
  - GLOW
  - Orange Is the New Black
- 2018 (25e): The Marvelous Mrs. Maisel
  - Atlanta
  - Barry
  - GLOW
  - The Kominsky Method
- 2019 (26e): The Marvelous Mrs. Maisel
  - Barry
  - Fleabag
  - The Kominsky Method
  - Schitt's Creek

### 2020-2029
- 2020 (27e): Schitt's Creek
  - Dead to Me
  - The Flight Attendant
  - The Great
  - Ted Lasso
- 2021 (28e): Ted Lasso
  - The Great
  - Hacks
  - The Kominsky Method
  - Only Murders in the Building
- 2022 (29e): Abott Elementary
  - Barry
  - The Bear
  - Hacks
  - Only Murders in the Building
- 2023 (30e): The Bear
  - Abbott Elementary
  - Barry
  - Only Murders in the Building
  - Ted Lasso
- 2024 (31e): Only Murders in the Building
  - Abbott Elementary
  - The Bear
  - Hacks
  - Shrinking